# جان والیس
جان والیس (به انگلیسی: John Wallis) ریاضیدان انگلیسی که قبل از نیوتن می‌زیسته است.

## آثار
فرمول والیس یکی از مهم‌ترین آثار جان والیس در ریاضیات است. او با ابداع این فرمول ریاضی کار لئونارد اویلر را پیش انداخت.